# Ebinania
Ebinania is een geslacht van straalvinnige vissen uit de familie van psychrolutiden (Psychrolutidae). Het geslacht is voor het eerst wetenschappelijk beschreven in 1932 door Sakamoto.

## Soorten
- Ebinania australiae Jackson & Nelson, 2006
- Ebinania brephocephala (Jordan & Starks, 1903)
- Ebinania costaecanariae (Cervigón, 1961)
- Ebinania macquariensis Nelson, 1982
- Ebinania malacocephala Nelson, 1982
- Ebinania vermiculata Sakamoto, 1932
- Ebinania gyrinoides (Weber, 1913)